# Сацулейскирио
Сацулейскирио (груз. საწულეისკირიო) — село в Грузии, на территории Сенакского муниципалитета края (мхаре) Самегрело-Верхняя Сванетия.

## География
Село находится в западной части Грузии, на левом берегу реки Циви (правый приток Риони), на расстоянии приблизительно 4 километров (по прямой) к северу от города Сенаки, административного центра муниципалитета. Абсолютная высота — 34 метра над уровнем моря.

## Население
По результатам официальной переписи населения 2014 года в Сацулейскирио проживало 135 человек (68 мужчин и 67 женщин). В национальной структуре населения грузины составляли 100 %.
| Год  | Население, человек |
| ---- | ------------------ |
| 2002 | 161                |
| 2014 | ↘ 135              |